# Gordon Braun
Gordon Braun (25 juli 1977) is een voormalig voetballer uit Luxemburg. Hij speelde als aanvaller gedurende zijn carrière voor Union Luxembourg, Jeunesse Esch en F91 Dudelange.

## Interlandcarrière
Braun kwam in ruim zes jaar in totaal 34 keer (één doelpunt) uit voor de nationale ploeg van Luxemburg. Hij maakte zijn debuut op 31 mei 1998 in het vriendschappelijke duel tegen Kameroen (0-2), waarin hij na 52 minuten plaats moest maken voor de afzwaaiende veteraan Robert Langers. Zijn 34ste en laatste interland speelde hij op 13 oktober 2004 tegen Liechtenstein (0-4).
| Interlanddoelpunt | Interlanddoelpunt | Interlanddoelpunt | Interlanddoelpunt   | Interlanddoelpunt | Interlanddoelpunt | Interlanddoelpunt |
| #                 | Datum             | Locatie           | Wedstrijd           | Goal(s)           | Uitslag           | Competitie        |
| ----------------- | ----------------- | ----------------- | ------------------- | ----------------- | ----------------- | ----------------- |
| 1                 | 08/09/2004        | Luxemburg         | Luxemburg - Letland | 10'               | 3-4               | WK-kwalificatie   |